# George Lincoln Rockwell
George Lincoln Rockwell, född 9 mars 1918 i Bloomington, Illinois, död 25 augusti 1967 i Arlington, Virginia, var en nynazistisk ledare och avskedad kommendörkapten i amerikanska flottan. Han var grundare av American Nazi Party och senare ledare för World Union of National Socialists. Rockwell var en av frontfigurerna i vit makt-rörelsen i efterkrigstidens USA och skapade rubriker under 1960-talet genom sitt offentliga samarbete med den muslimska svart makt-rörelsen Nation of Islam då båda rörelserna hade gemensamma mål i ras-separatismen.

## Biografi

### Tidiga år och militär karriär
Rockwell föddes 1918 i Illinois. Som 17-åring nekades han inträde till Harvard University, han kom in på Brown University istället men hoppade av och gick med i flottan tidigt 1940-tal. Han blev där pilot och var stationerad på slagskepp i Atlanten under andra världskriget.
1943 gifte han sig med Judith Aultman och de fick tre barn, men äktenskapet höll inte. Rockwell ansåg att frun inte betedde sig på det konservativa sätt han önskade, det är känt att de bråkade ofta och han slog henne minst en gång.
Efter kriget jobbade han i Maine ett tag, sedan i Brooklyn med konst där han vann pris för sitt motiv åt en cancerförening. Under Koreakriget kallades han in i tjänst som överstelöjtnant och i San Diego 1950 tränade han flottans och marinkårens piloter.

### Ny-nazismen
Rockwell började sympatisera med nazismen och Adolf Hitler under sin tid i San Diego, läste antisemitisk litteratur och blev inspirerad av Joseph McCarthys antikommunism.
Stationerad på Island 1952 i sin tjänst träffade han sin nya fru och gifte om sig och fick nya barn. Frun var Margrét Þóra Hallgrímsson och paret besökte Hitlers före detta ställe på Berghof.
1955 hade Rockwell grundat en egen tidning och öppet förespråkat sitt hat mot judar och socialister. I D.C. under denna period radikaliserades han och under den senare halvan av 1950-talet blev han mycket politiskt aktiv för rasideologi, antisemitiska konspirationsidéer, anti-regeringsmöten och antikommunism. I slutet av 1950-talet hade Rockwell och hans följare börjat klä sig i uniform med hakkorsarmbindlar och 1959 grundade han slutligen vad som kom att bli American Nazi Party.

### American Nazi Party
1960 avskedades Rockwell från armén på grund av sina extremistiska politiska aktiviteter som ledare för det nybildade Amerikanska nazistpartiet. Rockwell skyllde det hela på judar. Nazistpartiet började hålla allt fler tal och möten offentligt, flera gånger under våldsamma former och Rockwell började uppmärksammas mycket i amerikansk media.
Hans ofta uttalade hat mot medborgarrättsrörelsen blev också omtalat, han belönade bland annat den man som slog till Martin Luther King. Han var fullt övertygad om att King var kontrollerad och styrd av "judiska kommunister" och att integration var en "judisk plan" för att utplåna den "vita rasen".
Han och partiet stödde KKK och då han hörde om de svartas slogan "Black Power" skapade han motsatsordet: "White Power" (vit makt). 
På 1960-talet kom Rockwell, trots sitt hat mot svarta, väl överens med Nation of Islams (N.O.I) ledare Elijah Muhammad och Malcolm X (som senare ändrade åsikt i frågan). Detta berodde på att just denna afro-amerikanska rörelse också förespråkade "separatism mellan raser" och var motståndare mot integration. Både N.O.I och Nazi Party hade som mål och önskan att göra USA strikt uppdelat för svarta och vita, samt var de båda starkt antisemitiska. De militanta muslimska svarta ansåg att USA borde delas upp, medan Nazi Party ansåg att uppdelningen skulle ske genom att USA gavs till de vita och Afrika till de svarta. Rockwell sade att han helhjärtat stödde Elijah Muhammads rörelses program. Amerikanska nazistpartiet höll tal som gästtalare på ett militant svart muslimskt möte där Malcolm X och Muhammad deltog. De var även deltagare i ett annat av Malcolm X:s möten och donerade pengar till dem.
Rockwell förnekade offentligt förintelsen i media efteråt.

### Död
Rockwell sköts till döds 25 augusti 1967 i Virginia, av en förbittrad före detta partimedlem som hade sparkats ur nazistpartiet då Rockwell ansåg att denne hade fört fram kommunistiska åsikter i hans nazistparti.
Vid begravningen uppstod konflikter då vissa av Rockwells medlemmar dök upp med hakkors, något som hade förbjudits av andra ansvariga för begravningen.
Som en tidig öppen nynazistisk ledare blev Rockwells aktiviteter inspiration för andra vit makt-personer, bland andra David Duke.